# Oban (palírna)
Oban je skotská palírna, jež vyrábí skotskou sladovou whisky a která v současnosti patří nadnárodní společnosti Diageo. Nachází se v centru města Oban v oblasti Argyll a Bute na západním pobřeží Skotska.
Oban má dva destilační kotle, což z něj činí jednu z nejmenších palíren ve Skotsku. Whisky, která se zde pálí, má prý „aroma Západoskotské vysočiny“, což je něco mezi suchým kouřovým stylem whisky ze skotských ostrovů a lehčími, sladšími sladovými whisky z Vysočiny.

## Historie
Palírna byla založena v roce 1794 bratry Hughem, Johnem a Jamesem Stevensonovými a produkuje čistou sladovou whisky. Tato palírna leží na břehu zátoky poblíž ostrova Mull.V roce 1883 koupil palírnu Walter Higgins a celou ji zmodernizoval. Produkuje whisky značky Oban, což je 14letá whisky s obsahem alkoholu 43 %. Část produkce se používá do míchaných whisky (blended whisky). Tato whisky je s příchutí rašeliny a s delikátním dubovým aroma.